# يوم السبي
أغار زيد الخيل ببعض من طيء على أقوام من غطفان وفي طريق العودة قسمت الغنائم فأعطاه قوم حق الرئاسة ونفسه عليه أخرون ، ففارقهم وفارقوه فاهتبلت
غطفان وذلك وأغارت على الذين فارقوه واستخلصوا منهم أموالهم فاستصرخوا زيد الخيل وكان قريبا منهم فأغار على غطفان واستعاد لأصحابه نهابهم فأقروا له بحق الرئاسة ،.

## وقال زيد بعض هاذي الأبيات بعد ما انتصر
١-كررت على أبطال سعد ومالك   ومثلي دعا الداعي إذا هو نددا
٢-فلايا كررت الورد حتى رأيتهم
يبكون
٣-حتى نبذتهم بالصعيد رماحكم
وقد ظهرت دعوى زنيم وأسعد
٤-فما زلت أرميهم بغزة وجهه
وبالسيف حتى كل تحتي بلدا
٥-إذ شك أطراف العوالي لبانه
أقدامه حتى يرى الموت أسوادا
٦-علاتها بألامس ماقد علمتم
وعل الجواري بيننا أن تسهدا
٧-لقد علمت نبهان أني حميتها
وأني منعت السبي أن يتبددا
٨-عيشة غادرت ابن ضب كأنما
هوى من عقاب من شماريخ صنددا
٩-بذي شطب أغشي الكتيبة سلهبا
أقب كسرحان الظلام معواد .